# Johann von England
Johann von England (englisch John) (* 10. Juni oder Juli 1266; † 1. August 1271) war ein englischer Prinz aus dem Haus Plantagenet. Er war der älteste Sohn des Thronfolgers Eduard und dessen Frau Eleonore von Kastilien. Seine Eltern brachen 1270 zu einem Kreuzzug ins Heilige Land auf. Der kleine Johann wurde in die Obhut seines Großonkels Richard von Cornwall gegeben. Er starb, bevor seine Eltern nach England zurückkehrten. Der Tod des hübschen Kindes wurde am Königshof tief betrauert. Johann wurde im Grab seiner als Kind gestorbenen Tante Katharina in der Westminster Abbey beigesetzt, in dem noch mehrere andere als Kind gestorbene Königskinder beigesetzt wurden.